# Дрниш
Дрниш (хорв.  Drniš ) — город в Хорватии, в Шибенско-Книнской жупании. Население — 3 332 человека в самом городе и 8 595 человек в административном районе с центром в Дрнише (2001). 91 % населения — хорваты.

## География

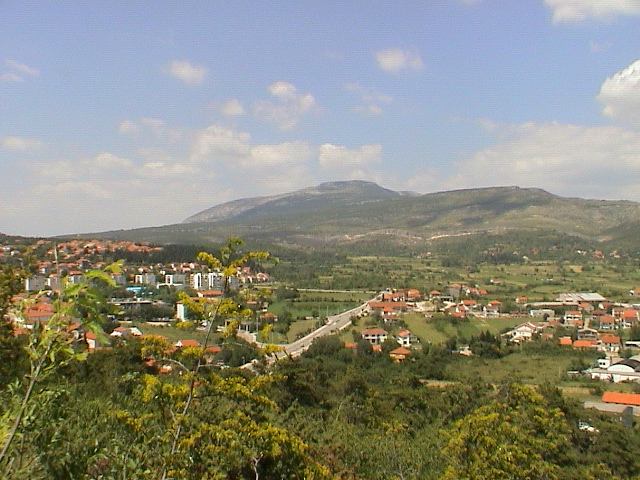
Вид на Дрниш

Расположен в гористом регионе, на западной окраине Петрово поля, на реке Чикола (приток Крки), в 20 километрах от Адриатического побережья, на полпути между Шибеником и Книном, крупнейшими городами провинции.

## История

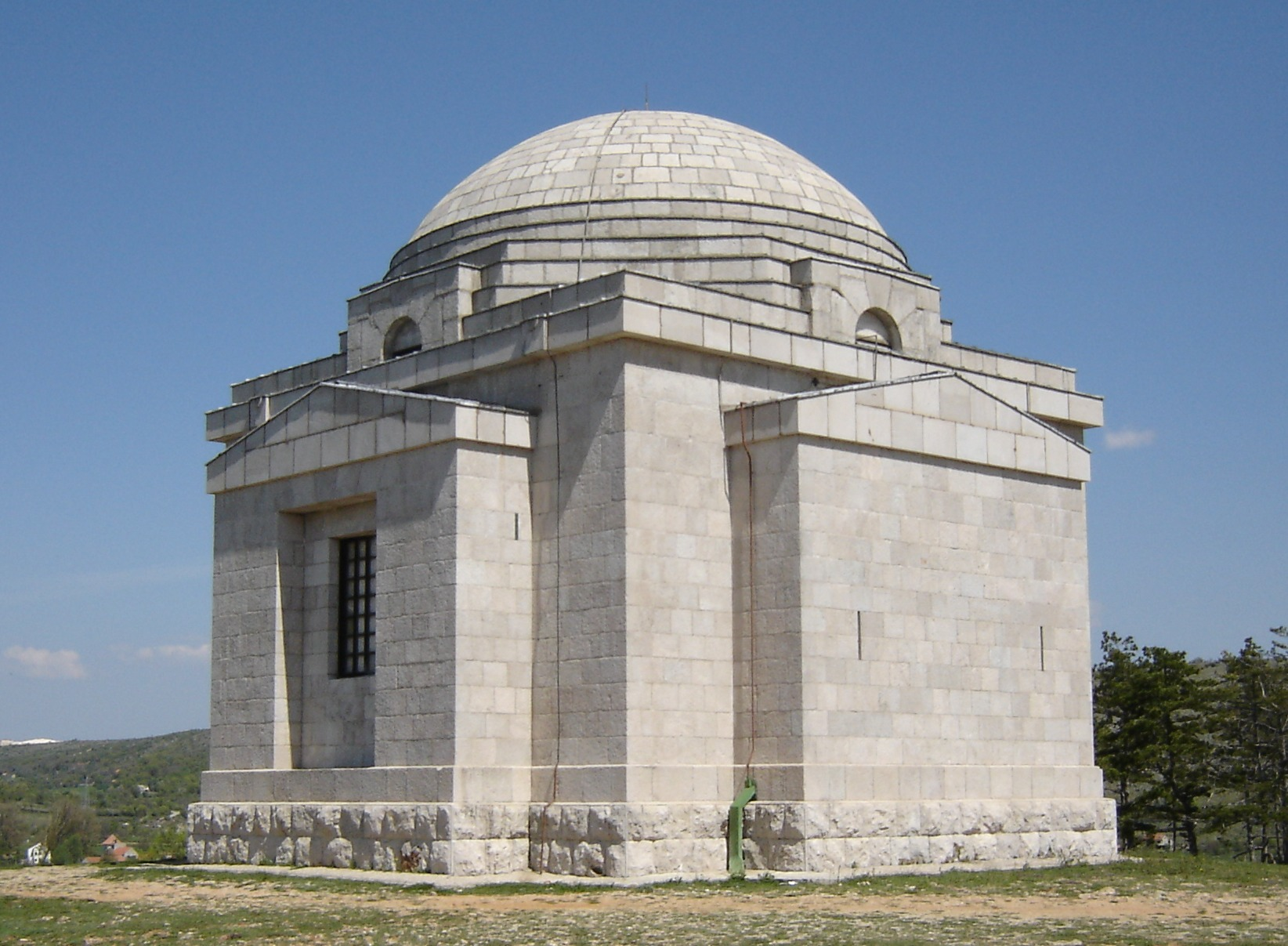
Мавзолей Мештровича

Город был основан турками в 1522 году как стратегический укреплённый пункт в период нашествия Османской империи на Балканы. В 1674 году в ходе наступления войск Венецианской республики Дрниш был взят венецианцами и почти полностью уничтожен. Единственным сохранившимся зданием стала мечеть, превращённая в христианскую церковь. После перехода города под контроль Венеции он был отстроен заново.

В 1990-х годах Дрниш оказался в центре боевых действий между хорватской армией и армией самопровозглашённой Республики Сербская Краина. 16 сентября 1991 года сербы атаковали город и взяли его на следующий день. Многие жители-хорваты вынуждены были бежать. Значительная часть города была разрушена. Город вновь перешёл под контроль хорватов в ходе Операции «Буря» в 1995 году, что вызвало не только возвращение хорватских беженцев, но и исход из города уже сербского населения. После окончания войны проводилось планомерное восстановление города, к настоящему времени почти завершённое.

## Известные уроженцы и жители
С Дрнишем тесно связано имя великого хорватского скульптора и архитектора Ивана Мештровича. Он провёл в городе детство, позднее жил в деревеньке Отавице в 7 километрах от Дрниша. После смерти Мештрович был похоронен в Отавице в построенном им для себя мавзолее.
- Аджия, Божидар — югославский политический деятель и публицист, Народный герой Югославии.

## Инфраструктура
Окрестности города богаты полезными ископаемыми. Здесь есть залежи бокситов, гипса, и кварца.

## Достопримечательности
- Мавзолей Мештровича в деревне Отавице (7 км от Дрниша).
- Замок Дрниш — средневековый замок над Чиколой.

## Транспорт
Через Дрниш походит автодорога Шибеник — Книн (до обоих городов от Дрниша 25 километров), а также дорога на Синь (50 километров). В городе есть станция на железной дороге Сплит — Книн — Загреб.